# Zeki Arslan
Zeki Arslan (* 17. Dezember 1949 in Bartın, Türkei) ist ein türkisch-deutscher Künstler und Maler.

## Leben und Werk
Nach seiner Umsiedelung nach Deutschland 1975 ließ er sich von 1977 bis 1982 an der Fachhochschule Münster im Fachbereich Design ausbilden. Mit verschiedenen grafischen Techniken vertraut geworden, widmete sich Arslan mannigfaltigen bildkünstlerischen Fertigungsformen, von der Skulptur über Kaltnadelradierung und Siebdruck bis zur Fotografie, ehe er sein Hauptaugenmerk auf Ölgemälde richtete. Bei allen Schöpfungsprozessen innerhalb des Richtungsfindungszeitraums war seine Experimentierfreude bezeichnend. Ab 1982 begann er seine Ölgemälde jeweils Oberflächenexperimenten zu unterziehen und begründete damit seinen eigenen experimentellen Stil. Hinzu kam 1987 eine gänzlich ungegenständliche Darstellungsweise, die 1985 ihren Ausgang genommen hatte. Seinerzeit verlagerte sich sein Schaffen von abstrakt wiedergegebenen Natureindrücken, die beim Betrachter eine Assoziation mit Erde oder Gestein auslösen, hin zu dickschichtigen, farbaktiven und kontrastreichen (oft großformatigen) Gemälden. Diese „konkretisieren sich durch sich selbst“, wie es der Kunsthistoriker Tayfun Belgin in einem Katalogtext ausdrückte. Die Farbzusammenballungen – bei denen einige wie erglühend wirken – sieht der Kunstkritiker und Ausstellungskurator Necmi Sönmez als „chaotisches Beieinander“. Die den Bildern innewohnende Dynamik und Farbexpressivität könne man mit dem europäischen Informel vergleichen, gab Belgin an. Sönmez präzisierte dies und nannte den deutschen Informel als Referenz. Außerdem hob er das „All-Over-Prinzip“, die jegliche traditionelle Regeln der Komposition negierende Gestaltungsweise, hervor, womit Arslan hinreichend charakterisiert sei. Ellen Schwinzer, bis 2012 Museumsleiterin in Hamm, ging in der Kunstgeschichte weiter zurück und berücksichtigte vor allem Arslans Abstammung, indem sie meinte, Arslan folge mit seiner abstrakten, gegenstandslosen Kunst der Tradition der türkischen Künstlerbewegungen der 1920er Jahre, nämlich der „Vereinigung unabhängiger Maler“ und der„Gruppe D“.
Der türkisch-deutsche Künstler arbeitet in zwei Ateliers, und zwar in Lippstadt und in Istanbul.

## Einzelausstellungen (Auswahl)
- 1983: Stadtmuseum, Lippstadt
- 1989: Galerie Lami, Istanbul
- 1991: Gustav-Lübcke-Museum, Hamm
- 1994/95: Museum am Ostwall, Dortmund
- 1995: Galerie Kaş, Istanbul
- 2002: Istanbul Art Contemporary. Kare Sanat Galerisi, Istanbul
- 2006: Kiplas Sanat Galerisi, Istanbul
- 2011: Osthaus Museum Hagen, Hagen
- 2014: Kunstverein Lippstadt, Lippstadt

## Gruppenausstellungen (Auswahl)
- 1985: Museum Schloss Kemnade, Bochum
- 1986: Stadtmuseum, Lippstadt
- 1988: Kunstverein Kreis Soest, Soest
- 1993: Städtische Galerie Bangor, Großbritannien
- 1995: 5. İstanbul Sanat Fuarı. Galerie Baraz, Istanbul
- 2007: Zeitgenössische Kunst aus Istanbul. Lukas Feichtner Galerie, Wien
- 2010: The State Russian Museum, St. Petersburg